# Škodův palác
Škodův palác je historická budova na Novém Městě v Praze 1 a současné sídlo Magistrátu hlavního města Prahy. Pozdně kubistická budova v ulici Jungmannova byla postavena v roce 1929 pro Škodovy závody podle návrhu významného architekta Pavla Janáka (je autorem mimo jiné i paláce Adria, pardubického krematoria či úprav na Černínském paláci). Autorem prováděcího projektu a dodavatelem stavby byla stavební firma Nekvasil z Karlína, v budově následně sídlilo generální ředitelství Škodových závodů. V říjnu 2017 změnila budova majitele. Investiční společnost GLL Real Estate Partners (GLL) sídlící v Mnichově koupila 100% podíl společnosti Škodův palác s. r. o. od firmy Guyana Holding Sarl., která do té doby Škodův palác vlastnila.

## Historie

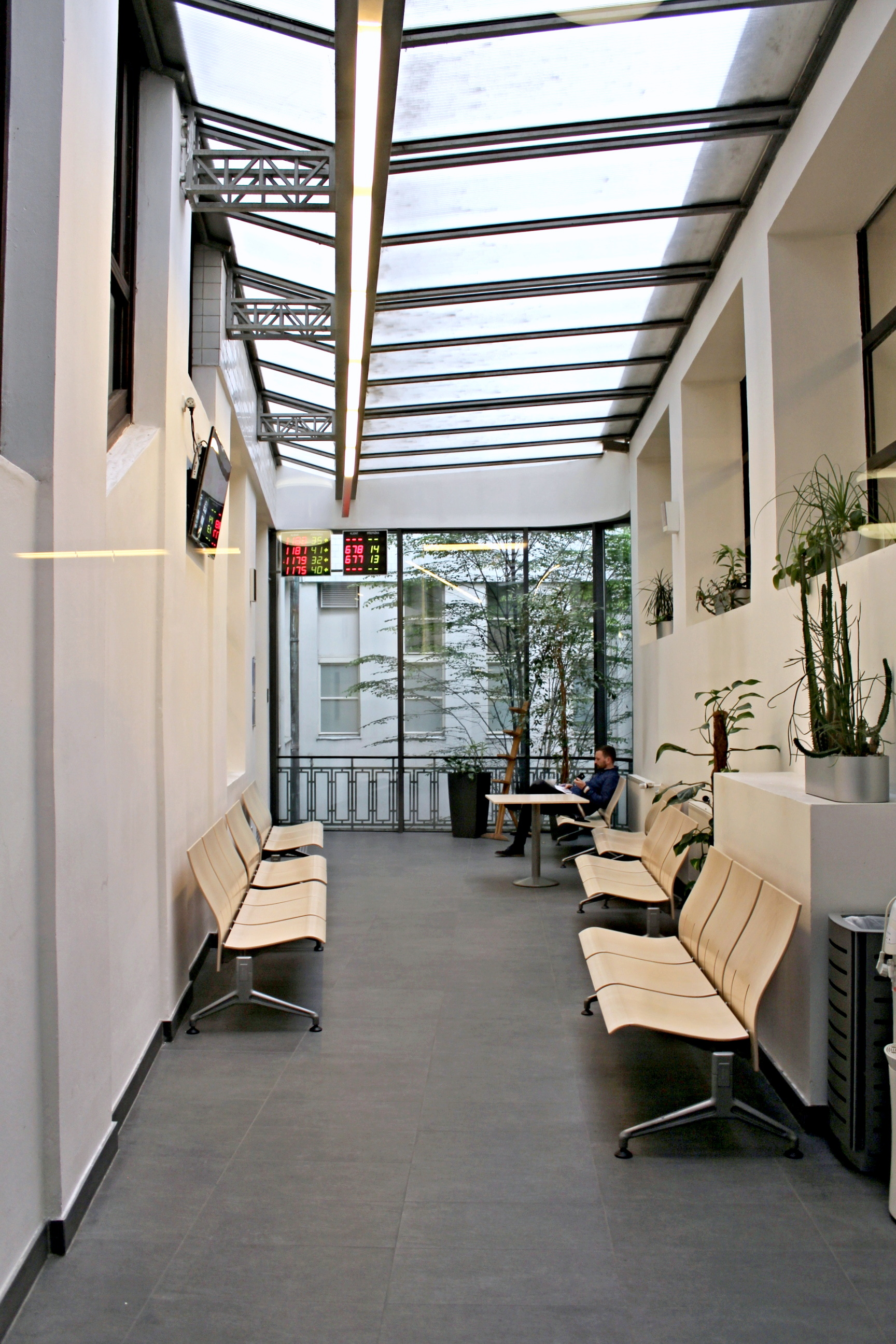
Interiér Škodova paláce, čekárna

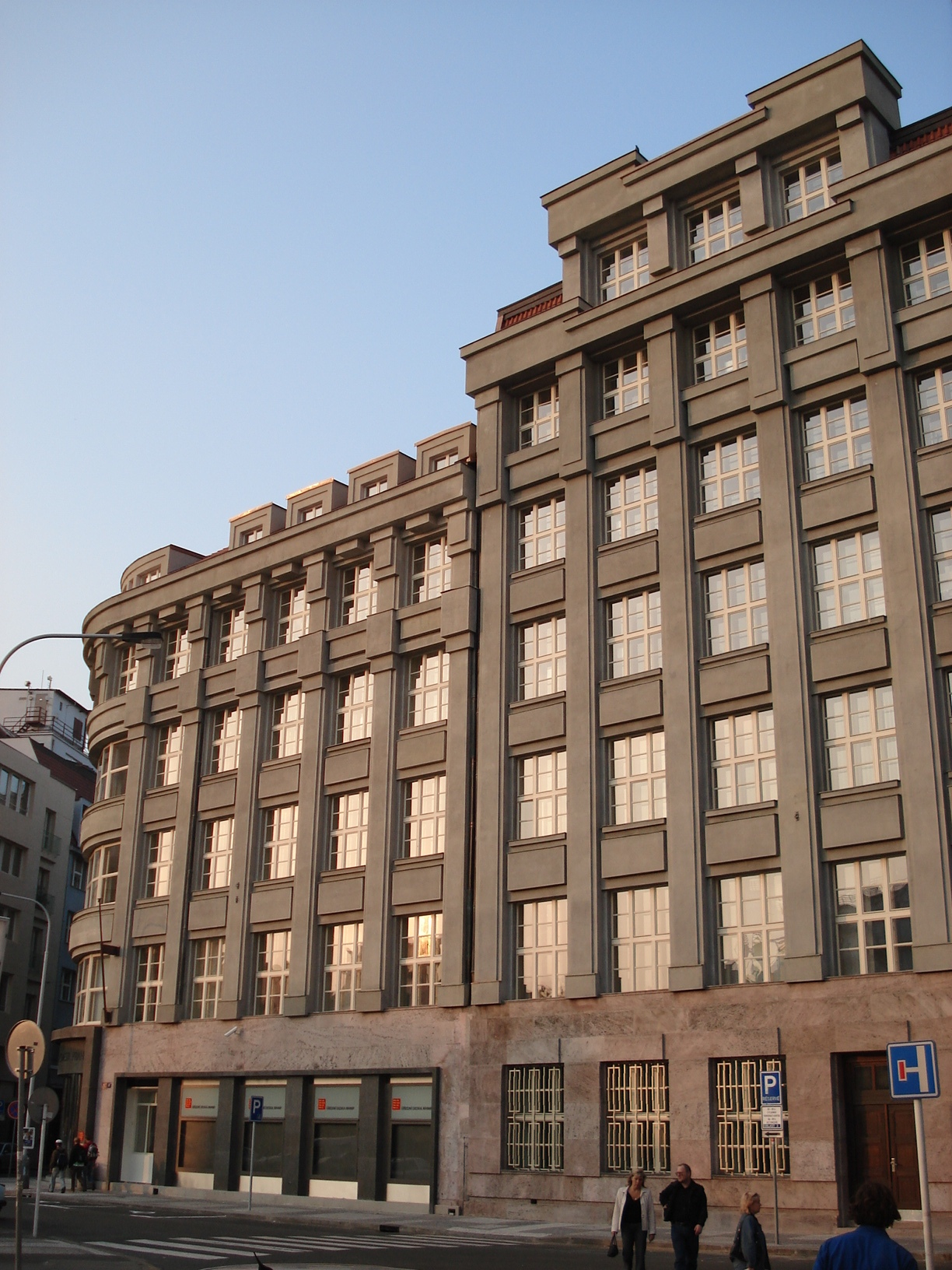
Škodův palác, průčelí

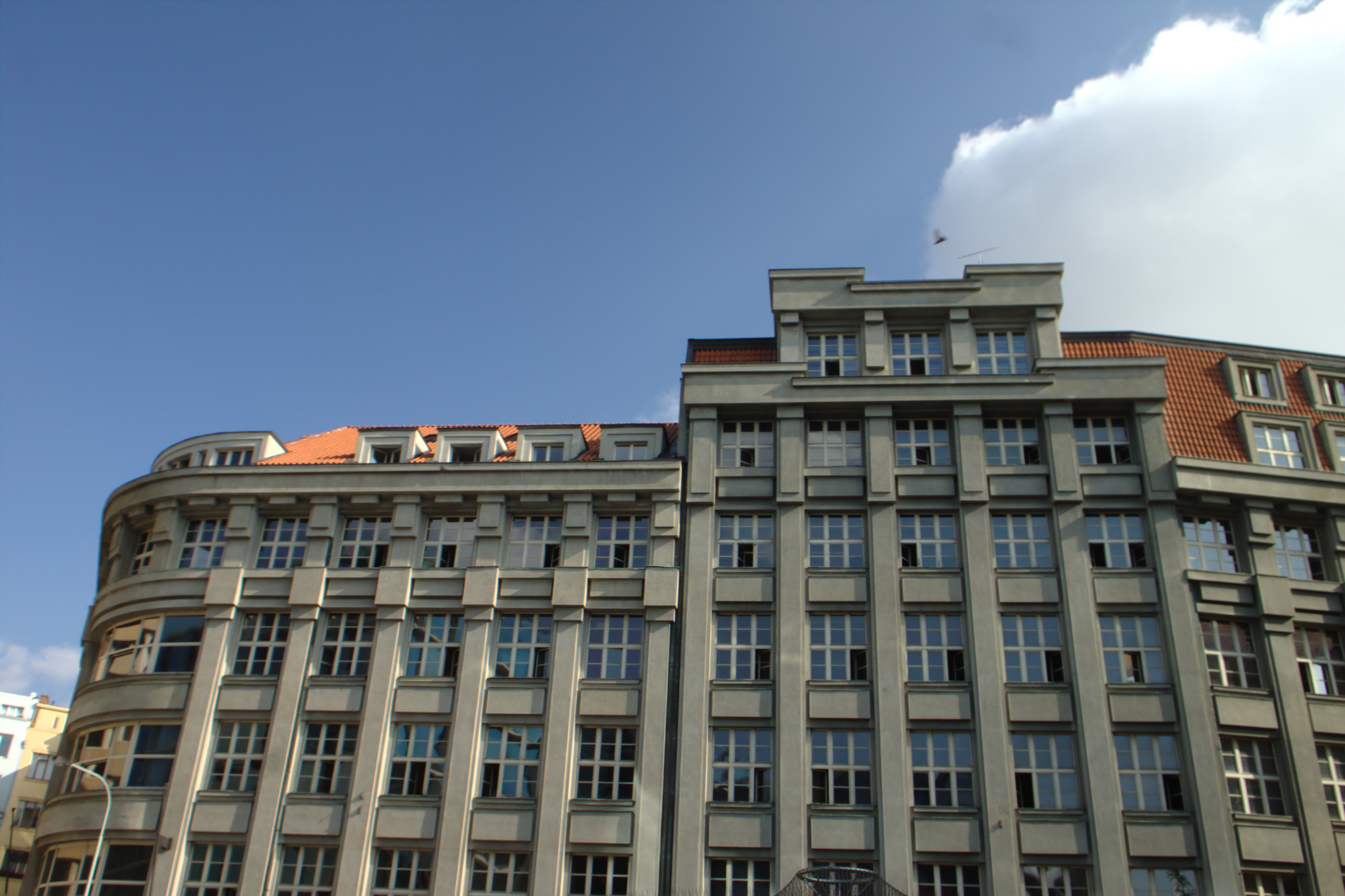
Škodův palác, jižní průčelí

Původním záměrem bylo zahustit stávající zástavbu, kterou určoval hlavně pozdně barokní Thun-Salmovský palác. Zájem v lokalitě stavět měla rovněž společnost Melantrich. Následně ale pozemky i budovu zakoupily Škodovy závody a o vypracování návrhu byl požádán architekt Troníček, vedoucí architekt stavební a projekční firmy Nekvasil z Karlína. Architektem budovy se stal profesor pražské Uměleckoprumyslové školy Pavel Janák, jehož portfolio zahrnovalo také sousední palác Adria. Jeho první návrh z roku 1924 se sice setkal s kladným přijetím na památkovém úřadě (předpokládal zahrnout stávající barokní fasádu do nové uliční fronty), objednatel i investor však spokojeni nebyli. Realizace se proto dočkal až druhý Janákův návrh.
Ačkoliv byla stavba dokončena už kolem roku 1929, ještě do 30. let byla různě upravována. Hlavní změnou bylo nároží Jungmannovy a Charvátovy ulice, kde se objevil autosalon. Ani tato podoba však budově nezůstala. Na první fázi navázal další krok, dostavba druhé části . Ta se dokončení dočkala v roce 1938 a zahrnovala i úpravu druhého suterénu pro potřeby krytu civilní obrany.

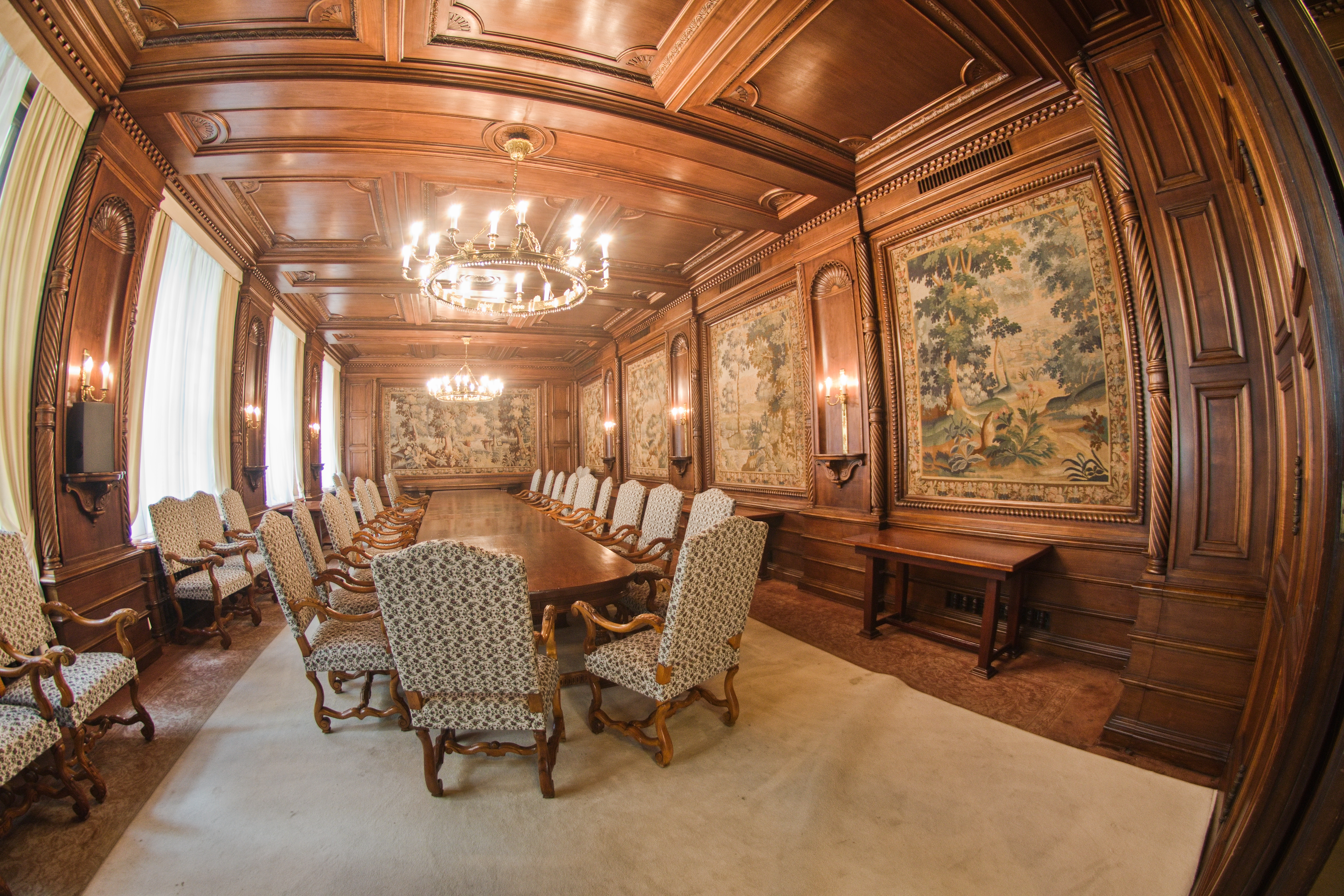
Jedna z reprezentativních prostor Škodova paláce v Praze

Škodův palác dodnes představuje velkorysé stavební dílo: zastavená plocha je cca 5 000 m², při 2 podzemních a 7 nadzemních podlažích je celková užitná plocha téměř 28 000 m². Tyto plochy jsou rozloženy kolem dvou vnitřních dvorů tak, aby byl omezen počet prostor bez přirozeného osvětlení a aby zároveň docházelo k optimálnímu provětrávání. Do nadzemních podlaží jsou situovány kancelářské prostory (za zmínku stojí především reprezentativní plochy pro ředitele Škodu ve druhém nadzemním podlaží), v podzemí se nachází technické a provozní zázemí, archivy, rozsáhlý trezor a již zmiňovaný kryt. Budova je obsluhována 7 schodišti s výtahy.
I ve 21. století budova splňuje nároky na funkčnost, a to především díky flexibilnímu prostorovému využití kancelářského a společného prostoru v objektu. Jednoduché členění interiéru na nezávislá oddělení umožňuje existence více vchodů do budovy. V letech 1994–2004 byl palác hlavním sídlem Energetické skupiny ČEZ .

## Kauza pronájmu Škodova paláce
Původní vlastník paláce, společnost ČEZ, nabídla v roce 2003 Praze odkup budovy za 1,7 miliardy Kč, což zastupitelé odmítli. V roce 2005 Škodův palác kupuje společnost Copa Retail podnikatele Sebastiana Pawlowského, který za ni zaplatil 850 milionů.
O rok později si Praha nechtěnou budovu pronajímá na 20 let jako sídlo pro své úředníky za 4,5 miliardy.
Město vedlo se Sebastianem Pawlowskim soudní spor, který ale v roce 2014 prohrálo. Sama primátorka města Prahy Adriana Krnáčová o smlouvě řekla, že je platná.

## Sídlo magistrátu od roku 2006
V současné době sídlí ve Škodově paláci odbory Magistrátu hl. města Prahy - např. odbor ochrany prostředí, odbor kultury, památkové péče a cestovního ruchu nebo odbor živnostenský či odbor dopravy. Za tímto účelem bylo provedeno několik stavebních zásahů: stavební úpravy byly vedeny snahou rozvolnit z dnešního pohledu přece jen příliš sevřený půdorys a scelit zejména nejmenší kancelářské plochy do větších celků. Na všech podlažích jsou pak kancelářské plochy doplněny nezbytným provozním zázemím. Zásadní úpravou je komunikační propojení obou objektů prodloužením původní pasáže se vstupy z ulic Jungmannova a Charvátova. Na ni jsou navázány prostory administrativně správních agend a plochy věnované informacím a prezentaci Prahy. Své místo zde našly také služby jako kopírování, občerstvení, ověřování podpisů apod. Podzemní podlaží jsou upravena jako archivy, technické a technologické zázemí objektu .

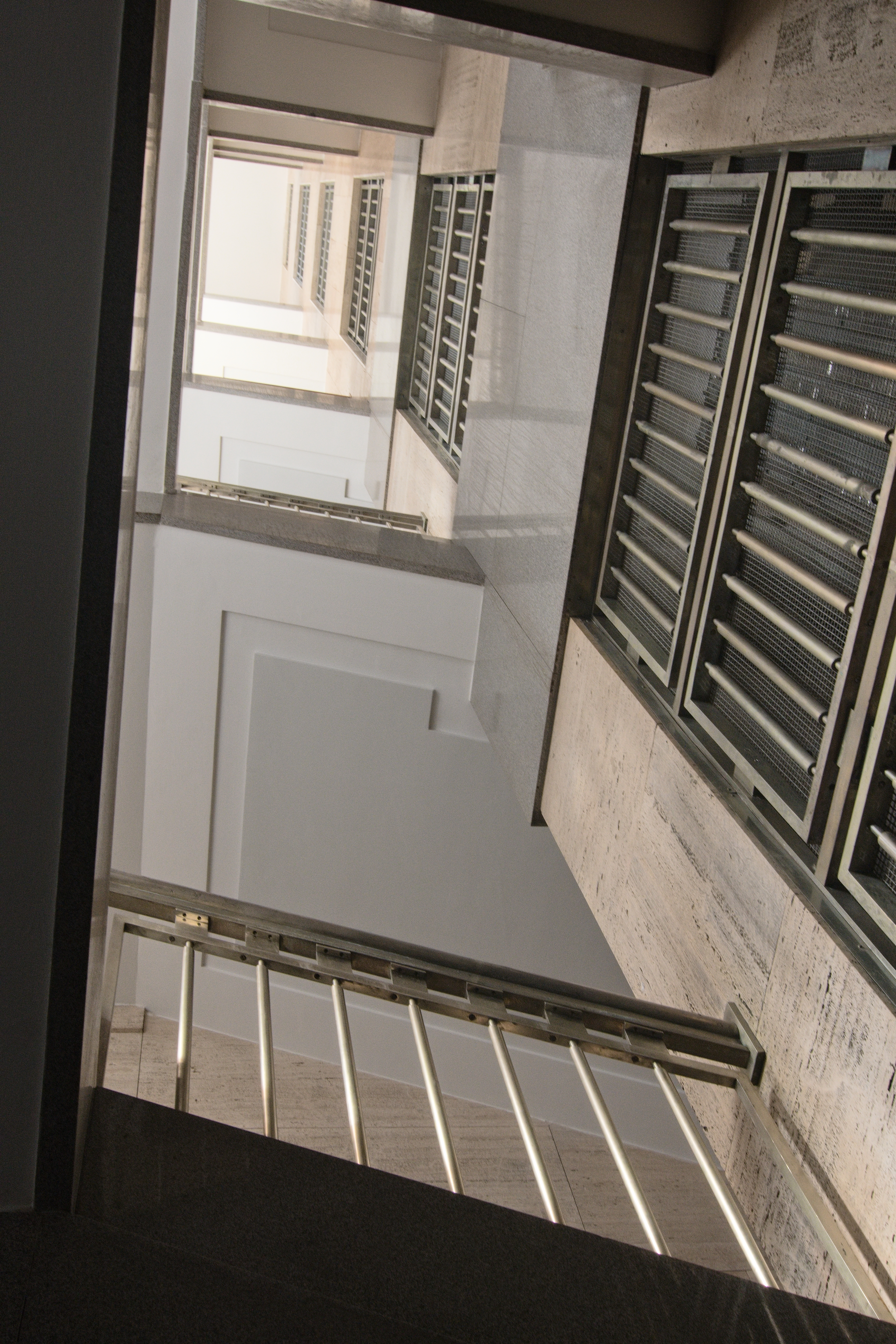
Průhled schodištěm ve Škodově paláci v Praze

Novinkou, která Pražanům výrazně usnadní komunikaci s úřadem, je moderně zařízená podatelna v přízemí budovy. Chodba budovy připomíná pasáž v prostoru, kde byly realizovány jen minimální zásahy do původního plánu budovy, jsou časté výstavy  .
V říjnu 2016 dostala respektovaná architekta Eva Jiřičná za úkol vytvořit vizi, jak by měl být tento palác proměněn v inspirující a přívětivý moderní prostor s obchody a kancelářemi, a to současně při respektování historické hodnoty původního designu. 

## Plastika - Kompozice pro atiku Škodových závodů v Praze
Budova bohužel přišla o krásné logo na atice od Otto Gutfreunda. Tvořilo jej soukolí s motivem známého okřídleného šípu. Za obrovskou ztrátou stojí paradox: plastika byla sejmuta za účelem renovace, omylem však skončila ve sběrných surovinách. Stále však existuje její model, proto je možnost dílo v budoucnosti obnovit .

## Okolní budovy
- Palác Adria